# 私は女
「私は女」（I Am Woman）は、ヘレン・レディが1971年に発表した楽曲。翌1972年に再録音されたバージョンが全米1位を記録した。
女性の社会的地位の向上（Women's empowerment）を強く訴える内容から、第二派フェミニズムにおけるウーマン・リブ運動の讃歌となった。

## 概要
オーストラリア出身のヘレン・レディは1960年代末にロサンゼルスに渡り、キャピトル・レコードと契約。1971年1月にリリースしたシングル「I Don't Know How to Love Him」はビルボード・Hot 100で13位を記録した。シングルのヒットにあわせてアルバムも制作することとなる。レオン・ラッセルやヴァン・モリソン、クロスビー・スティルス・ナッシュ&ヤングなど大半がカバーであったが、2曲はレディとオーストラリア出身のギタリスト、レイ・バートンとの共作であった。レディは次のように回想している。
レディによれば、歌詞はある夜突然インスピレーションが湧いて生まれたという。彼女は翌日、The Executivesというロックバンドのメンバーだったオーストラリア出身のレイ・バートンに歌詞を渡した。バートンによれば3時間ほどで曲は完成し、メロディに合わせるために歌詞はいくつか手直しされた。「私は女」は、二人の共作であるもう一つの曲「Best Friend」とともに1971年5月発売のファースト・アルバム『I Don't Know How to Love Him』に収録された。

### 1972年に再レコーディング
レディは「私は女」をヒットするようなシングルともラジオ向きの曲とも考えていなかったが、コンサートでは最初の曲に必ず選んでおり、ファンからも好評だったという。そんな頃、ウーマン・リブ運動を題材にした映画『Stand Up and Be Counted』（1972年5月公開）のオープニング・クレジットに使われることが決まった。キャピトル・レコードは万が一映画がヒットしたことを考えて、シングルとして発売することを決定。オリジナル・バージョンは2分15秒しかなかったため、再録音されることとなり、レディは歌詞を付け加えた。ロサンゼルスのサンウェスト・レコーディング・スタジオにリーランド・スカラー、ジム・ゴードン、マイク・ディージーなど腕利きのミュージシャンが集められ、ジェイ・センターのプロデュースの下、レコーディングは行われた。
1972年5月、シングルとして発売。B面はセカンド・アルバム『Helen Reddy』に収められていた「More Than You Could Take」。
同年12月9日付のビルボード・Hot 100で1位を記録した。オーストラリア出身の歌手/ミュージシャンが同チャートの1位を獲得するのは初めてのことだった。そのほかイージーリスニング・チャート2位、オーストラリア2位、カナダRPMで1位、キャッシュボックス誌で1位を記録するなど大ヒットとなった。同年11月発売のアルバム『I Am Woman』に収録された。また、第15回グラミー賞でレディは「私は女」により、最優秀女性ポップ・ヴォーカル・パフォーマンス賞を受賞した。
シングルが出た1972年は、グロリア・スタイネムが雑誌『Ms.』を創刊し、オーストラリアでも『Cleo』が創刊され、女性解放運動がちょうど高まっている頃だった。1973年に全米女性組織（National Organization for Women）の年次大会がワシントンD.C.で開催されたとき、夜のイベントで「私は女」が演奏された。このときのことを組織の設立者、ベティ・フリーダンは次のように書いている。
2010年に開催された第82回アカデミー賞でキャスリン・ビグローが女性初の監督賞を受賞したとき、本作品のインストゥルメンタル・バージョンが演奏された。

## 演奏者
- ヘレン・レディ - ボーカル
- マイク・ディージー - ギター
- リーランド・スカラー - ベース
- マイケル・メルヴォイン - ピアノ
- ジム・ゴードン - ドラムズ
- ジム・ホーン - 木管楽器、ストリングスとホーンの編曲
- ディック・ハイド - トロンボーン
- ドン・メンザ - サックス
- キャシー・ディージー - バッキング・ボーカル
- クライディ・キング - バッキング・ボーカル
- ヴェネッタ・フィールズ - バッキング・ボーカル
- シャーリー・マシューズ - バッキング・ボーカル

## カバー・バージョン
- ベティ・ライト - 1973年のアルバム『Hard to Stop』に収録[8]。
- デビー・バーン - 1975年のアルバム『She's a Rebel』に収録。
- アニタ・ハリス - 1976年のアルバム『Love to Sing』に収録。
- サラ・ジェシカ・パーカー、キム・キャトラル、クリスティン・デイヴィス、シンシア・ニクソン - 2010年公開の映画『セックス・アンド・ザ・シティ2』で歌う。
- ステラ・パートン - 2016年アルバム『Nashville Nights』に収録。